# 小行星4369
小行星4369（4369 Seifert）是一颗围绕太阳公转的小行星。1982年7月30日，拉迪斯拉夫·布羅傑克在克萊季发现了此天体。
这颗小行星的绝对星等为77.15948等。